# Poptropica
Poptropica là một trò chơi nhập vai trực tuyến, được phát triển vào năm 2007 bởi Family Education Network của Pearson Education, và nhắm đến trẻ em từ 6 đến 15 tuổi. Poptropica chủ yếu là sáng tạo của Jeff Kinney, tác giả của bộ Nhật ký Chú bé Nhút nhát. Đến năm 2015, anh vẫn ở công ty với vai trò Giám đốc sáng tạo.
Năm 2011, Poptropica đã được liệt kê trong danh sách "50 trang web làm cho web tuyệt vời" của tạp chí Time, nơi nó được mô tả là "một megasite sáng tạo dành cho trẻ em với một khuynh hướng lành mạnh và hơi giáo dục." Năm 2012, Poptropica đã có một xếp hạng của Alexa Internet là 1.302 ở Hoa Kỳ và xếp hạng 5.162 trên thế giới. Đến năm 2012, trò chơi đã phát triển với hơn 500 triệu người dùng đã đăng ký, với 35 triệu người trong độ tuổi 15-25. Các phiên bản của trò chơi đã được phát hành trên Nintendo DS và 3DS và thiết bị di động iOS. Vào tháng 5 năm 2015, thông báo rằng Mạng Giáo dục Gia đình đã được Pearson bán cho nhà đầu tư mạo hiểm giáo dục tương tác Sandbox Networks, và Poptropica có "hơn 3,2 triệu người dùng hàng tháng tại 200 quốc gia và vùng lãnh thổ." 
Năm 2015, Poptropica đã được bán cho mặt bằng đầu tư công nghệ giáo dục, Sandbox Partners.

## Trò chơi
Khi lần đầu tiên ra mắt vào năm 2007, Poptropica chỉ có một hòn đảo, mang tên Early Poptropica Island. Tính đến năm 2017, nó có 58 hòn đảo được khám phá, tất cả đều có chủ đề khác nhau: ví dụ như Đảo Back Lot, nơi người chơi giúp sản xuất một bộ phim và Đảo Super Power, nơi mục tiêu của họ là đánh bại sáu siêu phản diện. Mỗi hòn đảo có một nhiệm vụ riêng, người chơi có thể nhận được huy chương đảo cũng như 150 tín dụng để chi tiêu trong Cửa hàng Poptropica trong trò chơi. Bắt đầu từ ngày 6 tháng 7 năm 2011, Poptropica cho phép người chơi phát lại các hòn đảo mà không cần tạo tài khoản mới, trong khi vẫn theo dõi tất cả các Huy chương mà người chơi đã kiếm được.
Trong trò chơi, người chơi có thể đến các 'hòn đảo' khác nhau (kịch bản nhiệm vụ trò chơi), cạnh tranh trong các trò chơi nhiều người chơi và giao tiếp với nhau. Các hòn đảo đều có những khó khăn khác nhau, nhưng tất cả đều tập trung vào một vấn đề mà người chơi phải giải quyết bằng cách vượt qua nhiều chướng ngại vật hoặc hoàn thành các mục tiêu. Tất cả các đảo, sau khi hoàn thành, trao giải "Tín dụng Poptropica" không thể thương lượng nhưng có thể được sử dụng để mua trang phục và hiệu ứng đặc biệt trong cửa hàng Poptropica.

## Mở rộng

### Bộ dụng cụ tạo đảo
Vào tháng 8 năm 2013, một bộ dụng cụ tạo đảo đã được cung cấp để mua. Đó là một cuốn sách hoạt động hướng dẫn người chơi qua tất cả các bước tương tự mà các nhà phát triển thực hiện khi họ tạo một Đảo mới: đưa ra một cốt truyện, tạo nhân vật và thiết kế các câu đố.

### Poptropica Adventures
Vào năm 2012, hợp tác với Ubisoft, Poptropica đã phát hành một trò chơi video mới cho Nintendo DS, mang tên Poptropica Adventures.

### Poptropica: Forgotten Islands
Vào ngày 5 tháng 9 năm 2013, Poptropica đã ra mắt Poptropica: Forgotten Islands, một trò chơi iOS, cho phép người chơi gặp gỡ các nhân vật mới và khám phá các yếu tố câu chuyện về Poptropica bằng cách tìm thấy các đồ tạo tác rải rác trong trò chơi. Nó cũng được phát hành trên hệ thống Nintendo 3DS thông qua Ubisoft vào năm 2014. Nó đã được thay thế trên iOS bằng phiên bản di động của trò chơi Poptropica trên máy tính để bàn.

### Poptropica Worlds
Vào ngày 11 tháng 1 năm 2017, Poptropica đã thông báo qua blog của họ rằng họ đang giới thiệu một trò chơi khác có tên Poptropica Worlds, được phát triển trong Unity. Nó được phát hành vào mùa xuân năm 2017. Poptropica Worlds có các tính năng mới, chẳng hạn như các nhân vật được thiết kế lại, nhà có thể tùy chỉnh và Quần đảo mới. Người chơi quay trở lại có thể chuyển qua giao diện và tên của avatar của họ đến Poptropica Worlds. Poptropica Worlds có thể được chơi trên cả web và di động. Nếu tư cách thành viên được mua cho Poptropica, nó sẽ chuyển sang Poptropica Worlds và ngược lại.